# El Círculo de los Zutistas
El Círculo de los Zutistas (en francés : Cercle des poètes Zutiques)  fue un grupo de poetas que se reunía en el Hôtel des Étrangers (Hotel de los extranjeros o también traducible como Hotel de los extraños), en el boulevard Saint-Michel de París a finales de 1871. Algunos de los poetas que formaban parte de él eran Charles Cros, Arthur Rimbaud, Paul Verlaine, André Gill, Ernest Cabaner, Léon Valade y Camille Pelletan.
Ernest Cabaner era el barman en dicho hotel. En una de las habitaciones se hospedó Rimbaud en octubre y noviembre de 1871.
De las reuniones de este grupo se conserva el Album Zutique, en el cual caricaturizaban los poetas parnasianos  (especialmente a François Coppée)  a través de poemas paródicos  y dibujos.